# Magasin d'écriture théâtrale
 (février 2021).
Le Magasin d'écriture théâtrale ou MET a pour objet de découvrir et de faire connaître en France, en Belgique et en Suisse des textes de théâtre d'auteurs francophones. Il a été fondé en 1989 à Limoges par Jean-Claude Idée,,. Au fil des ans, ces séances de lectures sont devenues le banc d'essai d'une partie de la création théâtrale francophone : de nombreux textes lus dans le cadre du MET ont ensuite été produits et mis en scène.

## Histoire
Le MET fut créé en 1989 à Limoges à l'occasion du Festival des francophonies en Limousin. Rassemblés autour de Jean-Claude Idée, un groupe de comédiens et de metteurs en scène souhaitaient favoriser l'émergence de textes de théâtre francophone par le biais de lecture-spectacle, parfois nommées mise en espace. Textes en main, comme en répétition ou à la radio, les comédiens ébauchent une interprétation pour mettre en valeur l'œuvre dramatique. Donnant corps et voix à un texte, ils lui donnent ainsi une chance accrue de faire l'objet d'une véritable mise en scène. 
Cette pratique est née en particulier grâce à la présence au Festival de Limoges d'artistes québécois. En effet, les auteurs canadiens francophones se sont souvent servis de cette forme pour faire émerger leur dramaturgie que l’État anglophone se refusait à subventionner. Cette pratique a pris une place non négligeable dans l’affirmation de l’identité culturelle québécoise et dans le mouvement général d’autonomie de la Belle Province.

## Partenaires
Le MET a collaboré plus de dix ans avec le Festival international des francophonies de Limoges. Le MET est devenu le partenaire régulier de la SACD, SABAM et de l'Association Beaumarchais. Les lectures-spectacle du MET sont régulièrement accueillies à Bruxelles au théâtre de la Place des Martyrs et au théâtre royal du Parc, et à Paris au théâtre Montparnasse et au théâtre 14.
En Belgique, le MET bénéficie d’une subvention récurrente de la COCOF et d’une convention avec le Service de la promotion des lettres de la communauté française de Belgique.

## Auteurs
Le MET a pour objet de découvrir des auteurs francophones de tous les continents : France, Belgique, Suisse, Roumanie, Portugal, Espagne, Allemagne, Madagascar, Bénin, Algérie, Togo, Guinée, Congo, Venezuela, Mexique, Chili… Certains auteurs sont devenus par la suite célèbres. Ainsi, La Fuite de Gao Xingjian a été lue dans le cadre du MET peu après l'installation à Paris en 1988 de l'auteur chinois, dix années avant qu'il n'obtienne le prix Nobel.
Liste non exhaustive d'auteurs francophones dont les textes ont été lus dans le cadre du MET :
Noureddine Aba (Algérie), Jean-Pierre About (France), Camille Adebah Amouro (Bénin), Jacques-Pierre Amette (France), Gustave Akakpo (Togo), Norberto Avila (Portugal), Thilde Barboni (Belgique), Isabelle Bats (Belgique), Noël Baye (Belgique), Pierre Belfond (France), Slimane Benaissa (Algérie), Marie Berré (Belgique), Claudine Berthet (Suisse), Jean-Marie Besset (France), Isabelle Bielecki (Belgique), Stéphanie Blanchoud (Belgique), Michel Marc Bouchard (Québec), Madeleine Bourdouxhe (Belgique), José Ignacio Cabrujas (Venezuela), Eve Calingaert (Belgique), Elena Canovas (Espagne), Emilio Carballido (Mexique), Ermanno Carsana (Italie), Gaston Compere (Belgique), Helder Costa (Portugal), Stanislas Cotton (Belgique), Fernand Crommelynck (Belgique), Régis Debray (France), Thierry Debroux (Belgique), Jacques De Decker (Belgique), Michel de Ghelderode (Belgique), Marco Antonio de la Parra (Chili), Luc Dellisse (Belgique), Claude Demarigny (France), Marie Destrait (Belgique), Alain Didier-Weill (France), Jean-Pierre Dopagne (Belgique), Louise Doutreligne (France), Louis Dubrau (Belgique), Fabien Dumont (Belgique), Christian Du Pre (Belgique), Olivier Dutaillis (France), Kossi Efoui (Togo), Paul Emond (Belgique), Vincent Engel (Belgique), Abla Farhoud (Liban), Serge Federico (Belgique), Anne François (Belgique), Isabelle Fruchart (France), Fabrice Gardin (Belgique), Yvon Givert (Belgique), Serge Goriely (Belgique), Joëlle Goron, Roger Grenier (France), Denis Guenoun (France), Michel Guillou (Belgique), Victor Haïm (France), Jacqueline Harpman (Belgique), Jean-Paul Humpers (Belgique), Jean-Claude Idée (Belgique), Jean-Louis Jacques (Belgique), David Jaomanoro (Madagascar), Elfriede Jelinek (Allemagne), Margarete Jennes (Belgique), Jean-François Josselin (France), René Kalisky (Belgique), Hermine Karagheuz (France), Marco Koskas (France), Serge Kribus (Belgique), Sony Labou Tansi (Congo), Michaël Lambert (Belgique), Koulsy Lamko (Tchad), Caroline Lamarche (Belgique), Michel Lambert (Belgique), René Lambert (Belgique), Yves Laplace (Suisse), Eric Lefevre (Belgique), Claire Lejeune (Belgique), Patrick Lerch (Belgique), Alice Ley (Belgique), Armando Llamas (France), Elysabeth Loos (Belgique), Radu Macrinici (Roumanie), Umberto Marino (Italie), Chiket Mawet (Belgique), Bernard Mazeas (France), Elisabeth Mazev (France), Pierre Mertens (Belgique), Henri Michaux (Belgique), Luc Migeot (Belgique), Alberto Miralles (Espagne), Serge Misraï (France), Vinciane Moeschler (Belgique), Nadine Monfils (Belgique), Jean Muno (Belgique), Layla Nabulsi (Belgique), Pius Ngandu Nkashama (Zaïre), Rodrigue Norman (Togo), Pierre Notte (France), Hubert Nyssen (France), François Ost (Belgique), Jean-Luc Outers (Belgique), Francis Parisot (France), Franck Pavloff, Xavier Percy (Belgique), Christian Petr (France), Colette Piat (France), Jean-Marie Piemme (Belgique), Jean-Claude Pirotte (Belgique), Elie Pressmann (France), Jacques Probst (Suisse), Jean-Paul Raemdonck (Belgique), Antoine Rault (France), Martine Renders (Belgique), Bernard Renan (Belgique), Julie River (Belgique), Nelson Rodrigues (Brésil), Nini Salerno (Italie), José Sanchis Sinisterra (Espagne), Williams Sassine (Guinée), Nathalie Saugeon (France), Eric Serkhine (Belgique), Christian Simeon (France), Daniel Simon (Belgique), Yves Simon (France), Idwig Stephane (Belgique), Karine Tabet (France), Georges Thines (Belgique), Joëlle Tiano-Moussafir (France), Roger Tordoir (Belgique), Alain Van Crugten (Belgique), Lucie Van De Walle (Belgique), Jean-Claude Van Italie (Belgique), Jean Verdun (France), Jacques Viala (Belgique), Jean Vilar (France), Jean-François Viot (France), Anca Visdei (Roumanie), Pascal Vrebos (Belgique), Paul Willems (Belgique), Hippolyte Wouters (Belgique), Liliane Wouters (Belgique), Gao Xingjian (Chine).

## Interprètes
Des centaines de comédiens ont participé aux lectures-spectacle du MET. On notera parmi eux la présence de : Sophie Artur, Claude Aufaure, Marcel Bozonnet, François Chaumette, Dominique Constanza, Bérengère Dautun, Emmanuel Dechartre, Anne Deleuze, Brigitte Fossey, Jean-Luc Moreau, Benoît Soles, Jean-Paul Tribout, Jean-Louis Trintignant, Marie Trintignant, Nicolas Vaude...